# Ici les Enfoirés
Singles de Les Enfoirés
La Chanson des Restos Si l'on s'aimait, si
Pistes de Les Enfoirés font leur cinéma
Toi + Moi
Ici les Enfoirés est un single extrait de l'album Les Enfoirés font leur cinéma. Cette chanson est interprétée par la troupe des Enfoirés et est sortie le 7 mars 2009.
Les paroles françaises ont été écrites pour la circonstance mais la musique est reprise de la chanson In The Army Now, popularisée par le groupe britannique Status Quo.

## Singles des Enfoirés
- La Chanson des Restos (1986, 2001)
- Ici les Enfoirés (2009)
- Si l'on s'aimait, si (2010)
- On demande pas la lune (2011)